# Ancienne mairie de Rauma
L'Ancienne mairie de Rauma (finnois : Rauman raatihuone) est un bâtiment situé dans le centre historique de Rauma en Finlande.

## Histoire
Le bâtiment fait partie du centre historique de Rauma.
Depuis le début du XXe siècle, le bâtiment abrite le Musée de Rauma (fi).